# Olive Ann Alcorn
Olive Ann Alcorn (Stillwater, 10 marzo 1900 – Los Angeles, 8 gennaio 1972) è stata un'attrice, modella e ballerina statunitense.

## Biografia
Diplomata in una scuola di danza di St. Maries, nell'Idaho, si dedicò al teatro ed esordì al cinema nel 1919 con un cortometraggio di Charlie Chaplin, L'idillio nei campi, seguito da The Long Arm of Mannister, con Henry B. Walthall e Helene Chadwick. Fu anche modella per uno studio fotografico di San Francisco. Un altro film importante che la vide tra gli interpreti fu Il fantasma dell'Opera di Rupert Julian.
Olive Ann Alcorn scomparve dalle scene cinematografiche e teatrali dopo il 1925. Fu sposata due volte e morì a Los Angeles nel 1972.

## Filmografia
- L'idillio nei campi (Sunnyside), regia di Charlie Chaplin (1919)
- For a Woman's Honor, regia di Park Frame (1919)
- The Long Arm of Mannister, regia di Bertram Bracken (1919)
- Il fantasma dell'Opera (The Phantom of the Opera), regia di Rupert Julian (1925)
- La scala del sogno (Up the Ladder), regia di Edward Sloman (1925)